# カーブル国際空港
カーブル国際空港（カーブルこくさいくうこう、パシュトー語: د حامدکرزی نړيوال هوائي ډګر,ペルシア語: میدان هوائی بین المللی حامدکرزی）は、アフガニスタンのカーブル市北部にある国際空港である。カーブル・フワージャ・ラワーシュ国際空港 (Kabul-Khwaja Rawash Airport) と表記することもある。かつての大統領の名を冠してハーミド・カルザイ国際空港とも称する。カブール国際空港とも表記される。

## 概要
アフガニスタンで最大の国際空港であったが、1970年代以降の度重なる戦火によって破壊された為、現在は日本を含めた国際社会の援助により、機材の整備や空港ターミナルビルの建設が行われ、2008年11月6日に新しいターミナルビルがオープンした。その後も航法支援設備のグレードアップなどが継続して行われた。
2021年8月までの航空管制、燃料供給、通信事業については北大西洋条約機構加盟国の文民が、空港の治安維持についてはトルコ、アメリカ合衆国、イギリス、アゼルバイジャンの部隊が担当してきた。これら業務は同月31日までにターリバーンに委ねられた（経緯は後述）が、ターリバーン側は管制業務等を担う人材を欠いておりトルコと交渉を行ったが、最終的にはカタールが人材の派遣を行った。9月5日、アリアナ・アフガン航空の国内便がヘラート、カンダハール、マザーリシャリーフ間で、9月9日にはカタール航空の国際便がドーハ間で航空機が運行を開始した。

### 2021年 政権崩壊に伴う混乱
2021年8月15日、ターリバーンがカーブルに迫り政権が崩壊する（2021年ターリバーン攻勢 参照）と、空港を利用してアメリカ大使館員らの国外避難が行われた。また国外避難を希望する市民も空港に殺到。民間側の旅客機の出発はキャンセルされた。アメリカの外交官や大使館職員を退避させる米軍輸送機に人々がしがみつくのを阻止するため、米軍が空に向けて発砲した。混乱の中、５人が死亡したという情報もある。同年8月17日からは国外に退避する市民向けの航空便の運行が再開された。
アメリカは避難民が殺到する空港及び周辺でISIL-Kによるテロ対策を講じていたが、同年8月26日に空港のアビーゲート付近で180人以上が死亡する自爆テロが発生。空港の機能は停止したが、翌27日には再開された。
8月30日、ISIL-Kは空港に向けて6発のロケット弾を発射したことを発表。ロケット弾は空港のミサイル防衛システムにより迎撃され被害は生じなかった。
同日夜、アメリカ軍の最後の輸送機がアメリカ国務省とアメリカ国防総省のチームを乗せて空港を離陸。アメリカ軍の撤退が完了し、米連邦航空局は空港での航空管制システムが不能状況にあるため、米国民間機は事前認可無しでアフガニスタン上空飛行禁止となった。
8月31日、アメリカ軍の撤退完了後の空港でザビフラ・ムジャヒド（報道担当幹部）が記者会見を行い、ターリバーンの勝利を祝福した。
9月になってカタール政府が運用しているカタールアミリフライト運航、カタール空軍所属C-17が空港技術者を含め複数回輸送し、4日から空港一部運用を再開し、国際線運航再開を目指し復旧作業を行っている。

## 就航航空会社と就航都市

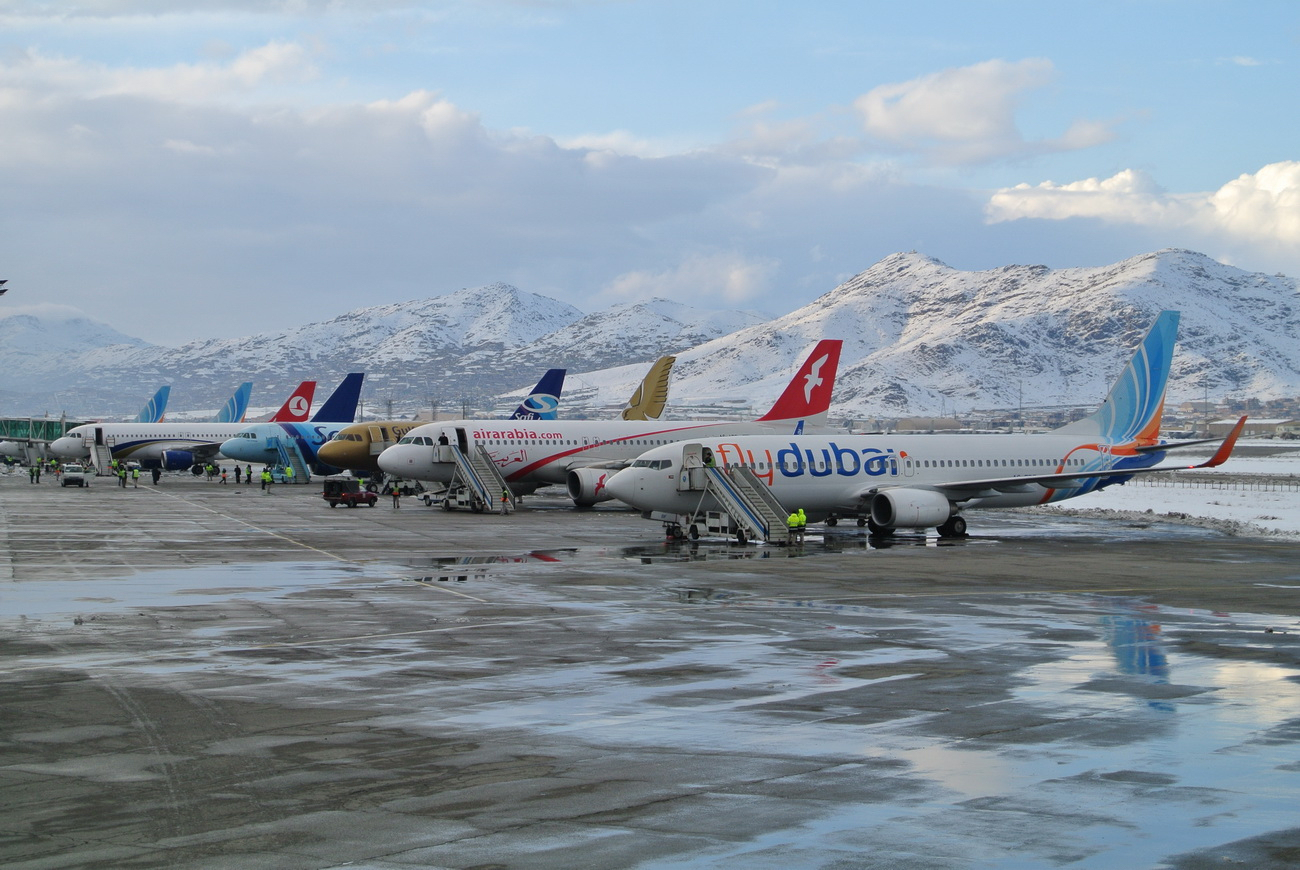
駐機場

### 旅客便
| 航空会社                  | 就航地 |
| ------------------------- | --- |
| アリアナ・アフガン航空    | 東アジア:ウルムチ 南アジア:デリー 中東:アンカラ、カンダハール、ジッダ、ドバイ/国際、ヘラート、マザーリシャリーフ 東欧:モスクワ/シェレメーチエヴォ                                                                                    |
| カムエアー                | 南アジア:デリー、イスラマバード 中央アジア:アルマトイ、タシュケント、ドゥシャンベ 中東:アンカラ、イスタンブール、カンダハール、ザランジ、ジッダ、ドバイ/国際、バーミヤーン、ファラーフ、ヘラート、マザーリシャリーフ、ラシュカルガー |
| エミレーツ航空            | ドバイ/国際 |
| フライドバイ              | ドバイ/国際 |
| エア・アラビア            | シャールジャ |
| エア・インディア          | デリー |
| スパイスジェット          | デリー |
| パキスタン国際航空        | イスラマバード |
| マーハーン航空            | テヘラン/エマーム・ホメイニー、マシュハド |
| ターキッシュ エアラインズ | イスタンブール |

### 貨物便
| 航空会社                 | 就航地                                         |
| ------------------------ | ---------------------------------------------- |
| シルクウェイ航空         | バクー                                         |
| エミレーツ・スカイカーゴ | 東アジア:香港 中東:ドバイ/アール・マクトゥーム |
| MNG航空                  | 南アジア:カラチ、ラホール 中東:アブダビ        |
| SNAS/DHL                 | アブダビ                                       |
| フィッツエア             | ドバイ/国際                                    |
| コイン・エアウェイズ     | ドバイ/国際                                    |
| アトラス航空             | フランクフルト/ハーン                          |